# Garnizon Wilno

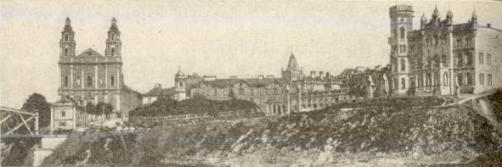
Wilno (początek XX w.)

Garnizon Wilno – duży garnizon wojskowy Rzeczypospolitej, garnizon wojsk rosyjskich, Wojska Polskiego II RP, po 1945 wojsk radzieckich, a obecnie litewskich.

## Garnizon I Rzeczypospolitej
- Regiment Gwardii Pieszej Wielkiego Księstwa Litewskiego
- 3 Regiment Pieszy Buławy Polnej Litewskiej[1]
- 4 Regiment Pieszy Buławy Polnej Litewskiej[2]
- 5 Regiment Pieszy Litewski[3]
- 6 Regiment Pieszy Litewski[4]
- 7 Regiment Pieszy Litewski[5]

## Garnizon carski
Sztab 3 Korpusu Armijnego
- 27 Dywizja Piechoty
  - 1 Brygada Piechoty 
    - 105 Orenburgski Pułk Piechoty
    - 106 Ufimski Pułk Piechoty

  - 2 Brygada Piechoty 
    - 107 Trocki Pułk Piechoty

  - 27 Brygada Artylerii
- 3 Pułk Kozaków Dońskich z 3 Dywizji Kawalerii
- 3 batalion saperów
- 2 kompania telegraficzna

## Garnizon Wojska Polskiego II RP

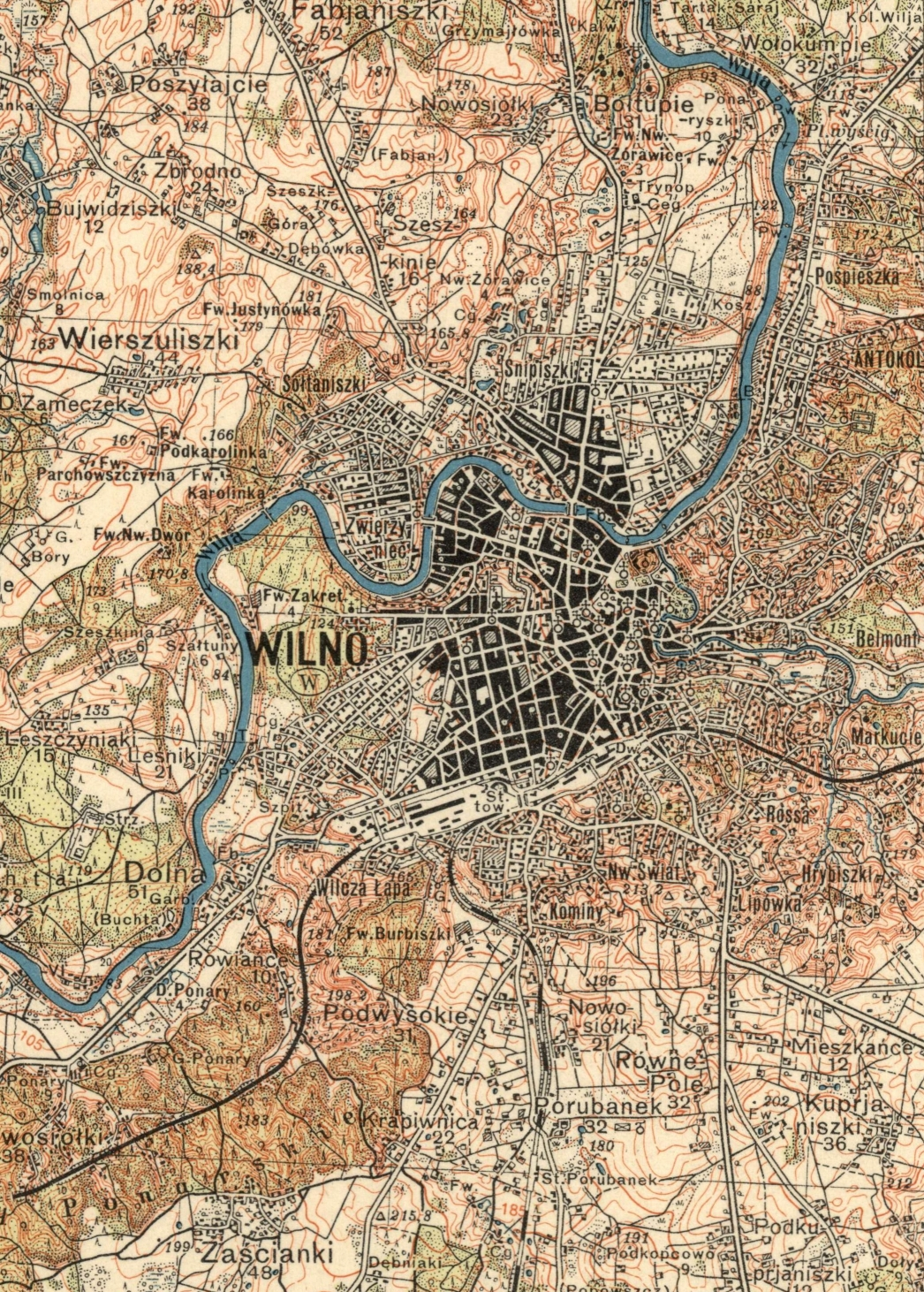
Plan Wilna z 1934

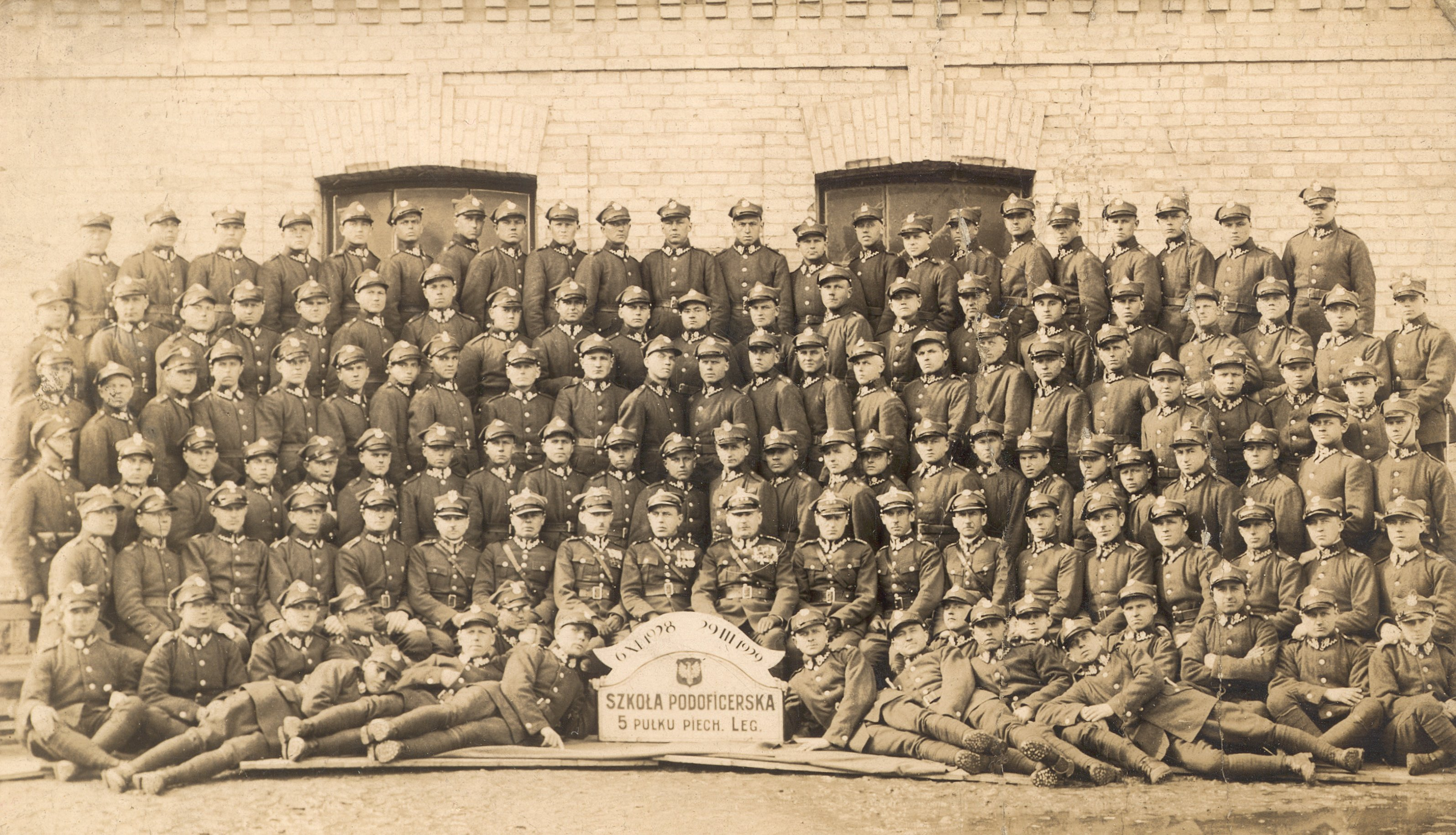
Szkoła Podoficerska 5 Pułku Piechoty Legionów w Wilnie

Prestiż miasta w okresie II Rzeczypospolitej podnosił między innymi fakt, że było ono dużym garnizonem wojskowym. Stacjonowały w nim między innymi:
- Dowództwo 2 Armii (1920–1922)
- Inspektorat Armii Nr 1 (1921–1926)
- Inspektorat Armii w Wilnie (1926–1939) – budynek na Podzamczu (fragment Zamku Dolnego)
- Skład osobowy generała do prac przy GISZ z siedzibą w Wilnie
- Komenda miasta – ul. Arsenalska (Arsenalo), obecnie znajduje się tu Muzeum Narodowe

- Dowództwo Obszaru Warownego „Wilno” – ul. św. Ignacego (sv. Ignoto); obecnie siedziba Ministerstwa Ochrony Litwy

Piechota
- Dowództwo 1 Dywizji Piechoty Legionów – pałac hetmana Michała Paca, przy ul. Wielkiej (Didžioji) 23
  - 1 pułk piechoty Legionów – na Śnipiszkach (koszary gen. Szeptyckiego)
  - 5 pułk piechoty Legionów[6] – na Śnipiszkach (koszary gen. Szeptyckiego)[7]
  - 6 pułk piechoty Legionów[8] – dawne koszary rosyjskie (ul. Kościuszki)
- Dowództwo 19 Dywizji Piechoty – pałac hetmana Michała Paca, przy ul. Wielkiej (Didžioji) 23

Kawaleria
- Dowództwo III Brygady Jazdy (1921–1924)
- Dowództwo 3 Samodzielnej Brygady Kawalerii (1924–1937)
- Dowództwo Brygada Kawalerii „Wilno” (?)
- Dowództwo Wileńska Brygada Kawalerii (1937–1939) w pałacu hetmana Michała Paca, przy ul. Wielkiej (Didžioji) 23
- 4 pułk Ułanów Zaniemeńskich – Koszary Tyszkiewicza
- 7 szwadron pionierów
- 3 szwadron łączności

Artyleria
- 1 pułk artylerii lekkiej Legionów – stacjonował w byłym klasztorze Kanoników Laterańskich na Antokolu; został on przejęty w XIX w. przez władze rosyjskie i zamieniony na koszary. Jego dowództwo kwaterowało w zabudowaniach klasztoru Bernardynów przy ul. św. Anny (Maironio).
- 3 pułk artylerii ciężkiej (1921–1939)
- 33 dywizjon artylerii lekkiej
- 3 dywizjon artylerii przeciwlotniczej
- 2 bateria pomiarów artylerii

Korpus Ochrony Pogranicza
- Dowództwo Brygada KOP „Wilno”
- Dowództwo pułk KOP „Wilno”

Łączność
- kompania łączności Obszaru Warownego „Wilno”
- kompania łączności 1 Dywizji Piechoty Legionów

Pozostałe oddziały i instytucje wojskowe
- komenda miasta - ulica Arsenalska
- 3 pułk Saperów Wileńskich – ul. Arsenalska (Arsenalo), obecnie znajduje się w nich Muzeum Narodowe;
- 3 batalion Saperów Wileńskich
- detaszowany dywizjon lotniczy na lotnisku Porubanek
- III dywizjon myśliwski 5 pułku lotniczego na lotnisku Porubanek
- wydzielona kompania czołgów TK 7 batalionu pancernego
- pluton żandarmerii Wilno I (3 dywizjon żandarmerii)
- pluton żandarmerii Wilno II (3 dywizjon żandarmerii)
- Składnica Uzbrojenia OWar. „Wilno”
- Składnica Materiału Intendenckiego nr 12
- Wojskowy Sąd Okręgowy nr 3
- Wojskowa Prokuratura Okręgowa nr 3
- Wojskowy Sąd Rejonowy w Wilnie
- Wojskowe Więzienie Śledcze nr 3 – pałac Słuszków  przy ul. Tadeusza Kościuszki (T. Kosciuskos)
- szpital garnizonowy – w pałacu Sapiehów przy ul. Sapieżyńskiej (L. Sapiegos). Na początku XIX w. został przejęty przez władze rosyjskie i zamieniony na szpital wojskowy. W tym charakterze służył także Wojsku Polskiemu; w budynku nadal znajduje się szpital.
- kasyno oficerskie (garnizonowe) – ul. Mickiewicza (Gedimino prospektas) 13[9],
- Dom Żołnierza Polskiego – Rynek Kalwaryjski (między dzisiejszymi ulicami H. Manto, Turgaus, Rinktines). Mieściły się w nim m.in. Teatr Żołnierski oraz Towarzystwo Wiedzy Wojskowej. Budynek nie istnieje.
- boisko sportowe przy ul. Kościuszki, wybudowane w latach 1923–1924 przez 6 pułk piechoty Legionów jako stadion pułkowy – (aktualnie jako stadion miejski)
- służba duszpasterska – kapelan garnizonu Wilno: ks. st. kap. Franciszek Tyczkowski (1939)[10]
- kościół garnizonowy pw. św. Ignacego Loyoli
- cmentarz wojskowy na Antokolu

W 1939, w garnizonie Wilno, zmobilizowane zostały między innymi:
- Kwatera Główna Armii nr 23 dla Armii „Prusy”
- Dowództwo 35 Dywizji Piechoty
  - 133 rezerwowy pułk piechoty
- 1 bateria motorowa artylerii przeciwlotniczej dla 1 DPLeg.

### Obsada personalna komendy miasta
Obsada personalna komendy miasta w marcu 1939:
- komendant miasta – ppłk piech. Tadeusz Paweł Podwysocki
- adiutant – kpt. adm. (piech.) Józef Władysław Sierosławski
- kierownik referatu mobilizacyjnego – kpt. adm. (art.) Stefan Grzmielewski
- kierownik referatu bezpieczeństwa i dyscypliny – kpt. adm. (art.) Jan Apoznański
- kierownik referatu administracyjno-kwaterunkowego – kpt. adm. (piech.) Piotr Ilgiewlcz
- kapelan garnizonu – st. kpl. ks. Franciszek Tyczkowski

## Garnizon litewski
- Brygada Piechoty Zmotoryzowanej Żelazny Wilk (Motorizuotoji pėstininkų brigada „Geležinis Vilkas”)